# Amo Ryosuke
Ryosuke Amo (sinh ngày 1 tháng 7 năm 1983) là một cầu thủ bóng đá người Nhật Bản.

## Sự nghiệp câu lạc bộ
Ryosuke Amo đã từng chơi cho Tokushima Vortis.